# Hartmann von An der Lan-Hochbrunn
Hartmann von An der Lan-Hochbrunn   (Salurn an der Weinstraße, 21 de desembre de 1863 - Múnic, 6 de desembre de 1914) nascut Paul Eugen Josef von An der Lan zu Hochbrunn, va ser un sacerdot, compositor, organista i director austríac.

## Biografia
Hartmann von An der Lan-Hochbrunn provenia d'una antiga família noble tirolesa i va néixer com a fill d'un funcionari ferroviari a Salorno. Va completar els seus primers estudis musicals a l'escola de música de Bozen. Als setze anys, va ingressar a l'orde franciscà de Salzburg i va ser ordenat sacerdot a Brixen el 1886. Primer va ser organista i director de cor a Lienz (Pustertal) i més tard a Reutte (Tirol), després va estudiar composició i ensenyament instrumental a Innsbruck amb Josef Pembaur i el 1893 va esdevenir organista de la "Salvatorkirche" i director de la Filharmonia de Jerusalem, i a partir del 1894 també organista de l'Església del Sant Sepulcre. El 1895 va arribar a Roma i va treballar com a organista a l'església de "Santa Maria in Aracoeli", al turó Capitolí, i a partir del 1901 com a director del conservatori de la "Piazza Santa Chiara". El mateix any, el pare Hartmann va emprendre una gira de concerts a Sant Petersburg per a l'estrena del seu oratori "Sant Francesc", que va tenir lloc sota la seva direcció personal. Entre altres honors, va ser admès al cercle romà dels 24 Immortals. Des del 1906, el pare Hartmann va viure al monestir franciscà de "Santa Anna im Lehel" de Munic, amb una interrupció per una estada a Nova York el 1906/07.

## Obra
Hartmann va escriure principalment obres espirituals. Els més importants són:
- Sant Pere (Oratori en tres parts), Milà 1900
- Sant Francesc (Oratori en tres parts), Milà i Sant Petersburg 1901
- El Sant Sopar (oratori en dues parts), Milà 1904, Würzburg 1905
- La Mort del Senyor (oratori en dues parts), Milà i Amberg 1906
- Les set últimes paraules de Crist a la creu (Oratori en dues parts), Brooklyn/Nova York 1908
- Te Deum (oratori en tres parts), Milà i Munic, 1913.
- Liturgista. Missa Leitmotiv Coral, Augsburg – Viena 1909
- Missa per a 2 cantaires i Org., ibid. 1903
- Rèquiem per a cor masculí, Milà 1913
- Miserere per a 6 peces segons. Cap., ibid. 1904
- Ave Maria f. segons Ch., ibid. 1905
- Cançons de rosari per a 4 persones segons el cap. i Org., Augsburg 1903
- Dues peces eclesiàstiques per a veu i acompanyament (Tantum ergo, Ave Maria)
- També hi ha una sonata per a orgue i peces per a piano.

Hartmann també és autor dels següents escrits:
- El miraculós Nen Jesús d'Aracöli a Roma, anomenat "Santo Bambino", Munic 1897
- P. Pere Singer. Un fulletó commemoratiu del centenari de l'artista, que també és una contribució a la història de la música del segle XIX, Innsbruck 1910